# Miteinander reden
Miteinander reden ist ein vierbändiges populärwissenschaftliches Werk des Kommunikationspsychologen Friedemann Schulz von Thun zu den Themen Kommunikations-Störungen und -Klärungen (Band 1), Kommunikationsstile, Werte und Persönlichkeitsentwicklung (Band 2), das „innere Team“ und situationsgerechte Kommunikation (Band 3) und Fragen und Antworten (Band 4).
Zusätzlich existieren neben den Buchbänden noch die ersten drei Bände in gekürzter Form als Hörbuch.

## Inhalt

Graphische Darstellung des Vier-Seiten-Modells

### Band 1 – Störungen und Klärungen
Im ersten Band der „Miteinander-reden“-Reihe geht es um den Aufbau der zwischenmenschlichen Kommunikation. Dazu benutzt Schulz von Thun das von ihm entwickelte Vier-Seiten-Modell, um mit ihm die Anatomie von Nachrichten darzustellen.
Das Band 1 wurde 1981 in der ersten Auflage veröffentlicht und ist in zwei Teile gegliedert; zuerst werden die vier Seiten jeweils auf den Sender und den Empfänger von Nachrichten angewendet. Im zweiten Teil wird jede dieser Seiten nochmal gesondert betrachtet und auf spezielle psychologische Probleme eingegangen, die für diese Seite typisch ist. Im April 2010 wurde die 48. Auflage des ersten Bandes veröffentlicht.

### Band 2 – Stile, Werte und Persönlichkeitsentwicklung
Im zweiten Band, welches 1989 in der ersten Auflage veröffentlicht wurde, geht Schulz von Thun auf die individuellen Arten und Weisen von Kommunikation verschiedener Menschen ein. Dazu führt er am Anfang seiner Schrift zuerst drei Werkzeuge ein. Im März 2010 erschien die 32. Auflage des zweiten Bandes der Buchserie.

#### Werkzeuge
- Zuerst beschreibt er nochmals sein Vier-Seiten-Modell, wobei er diesmal allerdings nicht mehr von „Selbstoffenbarung“, sondern von „Selbstkundgabe“ spricht, da dies neutraler sei.
- Des Weiteren bindet er das Teufelskreis-Schema ein, das er mit Christoph Thomann entwickelte. Dieses Schema verdeutlicht die Tatsache, dass persönliche Eigenheiten in der Kommunikation nicht ausschließlich auf die eigene Persönlichkeit zurückzuführen sind, sondern in Beziehungen entstehen und verstärkt werden können.
- Zuletzt erklärt Schulz von Thun Paul Helwigs Werte- und Entwicklungsquadrat. Hier wird deutlich, dass jede Tugend ohne ihr Gegenüber, das eine dialektische Spannung erzeugt, sehr leicht zu einer entwertenden Übertreibung mutiert; so kann aus Sparsamkeit ohne Berücksichtigung von Großzügigkeit leicht Geiz entstehen. Bei der Analyse zeigt das Schema eine Möglichkeit zur positiven Weiterentwicklung an.

#### Kommunikationsstile
Schulz von Thun stellt acht verschiedene Stile für Kommunikation dar. Allerdings betont er, dass diese in den seltensten Fällen in ihrer reinen Form auftreten, sondern so gut wie immer Mischformen entstehen.
Die einzelnen Stile erläutert und analysiert er anhand der oben dargestellten Werkzeuge.
- Der bedürftig-abhängige Stil

Dieser Kommunikationsstil zielt darauf ab, von anderen Hilfe und Unterstützung zu bekommen. Dafür stellt er sich selbst als schwach, hilflos und allein nicht lebensfähig dar. Seinen Gegenübern gibt er dagegen das Gefühl, stark und kompetent zu sein.
- Der helfende Stil

Der helfende Stil stellt sich selbst als stark und belastbar dar und bietet anderen Menschen gerne Hilfe an. Weil er sich mit den Schwächen und Problemen anderer beschäftigt, kann er sich von eigenen Unzulänglichkeiten und Schwierigkeiten ablenken. Mit den schwachen Seiten seiner Persönlichkeit wird er nicht gerne konfrontiert.
- Der selbst-lose Stil

Der selbst-lose Stil stellt sich selbst als unwichtig und unbedeutend dar und entwertet sich damit selbst. Nur im Einsatz für andere erkennt er seinen Nutzen. Damit ihn andere nicht ablehnen, möchte er immer tun, was von ihm erwartet wird und richtet sich völlig nach seinem Gegenüber. Oftmals lädt er sich für andere Lasten auf.
- Der aggressiv-entwertende Stil

Der aggressiv-entwertende Stil erhebt sich über andere Menschen. Um dies zu rechtfertigen, konzentriert er sich auf die Fehler und Schwächen der anderen. Hat er diese entdeckt, nutzt er sie, um sein Gegenüber „klein“ zu machen. Das geschieht aus Angst davor, dass seine eigenen Fehler und Schwächen aufgedeckt werden. Insgeheim hat der Aggressiv-Entwertende mit Minderwertigkeitsgefühlen zu kämpfen.
- Der sich beweisende Stil

Der sich beweisende Stil kämpft ständig um seinen Selbstwert. An sich hält er sich nicht für besonders „hochwertig“ und ist daher stets bemüht, sich ins rechte Licht zu rücken. Damit möchte er sich und seine Umwelt von seinem Wert überzeugen und dafür Lob und Anerkennung erhalten. Die Pflege seiner vollkommenen Fassade kostet ihn viel innere Kraft.
- Der bestimmende-kontrollierende Stil

Der bestimmende-kontrollierende Kommunikationsstil möchte seine Umwelt inklusive seiner Mitmenschen lenken und kontrollieren. Er stellt Regeln auf und fordert von seinen Interaktionspartnern, diese einzuhalten. So möchte er sich vor unvorhergesehenen Überraschungen, Chaos und Kontrollverlust schützen.
- Der sich distanzierende Stil

Der sich distanzierende Kommunikationsstil ist darauf ausgerichtet, den von ihm benötigten Sicherheitsabstand zu schaffen und zu bewahren. Dem Sich Distanzierenden ist es unangenehm, wenn ihm andere Menschen zu nahe kommen, sowohl räumlich als auch emotional. Er neigt dazu, alles aus einer sachlich rationalen Perspektive zu betrachten.
- Der mitteilungsfreudig-dramatisierende Stil

Der mitteilungsfreudig-dramatisierende Kommunikationsstil liebt es, von sich selbst zu sprechen. Ihm passieren immer aufregende Dinge, die er in den schillerndsten Farben erzählt und sich so in den Mittelpunkt katapultiert. Dabei wirken seine Gefühle oft nicht echt, sondern übersteigert. Obwohl er viel von sich erzählt, lässt der Mitteilungsfreudig-Dramatisierende an sein wahres Inneres niemanden heran.

### Band 3 – Das „innere Team“ und situationsgerechte Kommunikation
Im dritten Band, 1998 veröffentlicht, stellt Schulz von Thun fest, dass wir nicht eine konsistente, gleichförmige Persönlichkeit sind, sondern dass wir verschiedene Persönlichkeitsströmungen in uns tragen, die je nach Situation unterschiedlich stark zum Vorschein kommen. Am Er nennt es das Innere Team.
Um dies zu erläutern, hat er die sechs Lehren vom Inneren Team entwickelt (Diese sechs Lehren entsprechen dem jeweiligen Kapitel im Buch):
1. Die Lehre von der inneren Pluralität des Menschen
Im ersten Kapitel wird das Innere Team mit seinen verschiedenen Stimmen, die oft in ganz unterschiedliche Richtungen ziehen, vorgestellt.
2. Die Lehre von der inneren Führung
Anschließend wird dargestellt, dass es, wie in jedem Team, einen Teamchef, auch Oberhaupt genannt, gibt, dessen Aufgabe es ist, Synergien zu ermöglichen und innere Konflikte beizulegen.
3. Die Lehre vom „inneren Konfliktmanagement“
Hier wird gezeigt, dass innere Konflikte unumgänglich sind, aber auch, wie sie erkannt und gelöst werden können.
4. Die Lehre vom Aufbau der Persönlichkeit
Im vierten Kapitel wird die Aufstellung des Teams dargelegt. Es gibt Teammitglieder im Vordergrund, im Hintergrund und auch im Untergrund.
5. Die Lehre von der Variation innerer Aufstellungen
Je nach Situation wird die Aufstellung des Teams variiert.
6. Die Lehre vom Gehalt einer Situation
Zuletzt wird erläutert, ob die Teamaufstellung der jeweiligen Situation entspricht.

2013 wurde die 25. Auflage des dritten Bandes der Buchserie veröffentlicht.

### Band 4 – Fragen und Antworten
Im vierten Band geht Schulz von Thun auf Nachfragen ein, welche sich seit Erscheinen des ersten Bandes der Buchserie angesammelt haben. Ebenso enthält das Band neue wissenschaftliche Erkenntnisse aus der Forschung und Praxis.
Im Oktober 2007 wurde die 25. Auflage des dritten Bandes der Buchserie veröffentlicht.

## Ausgaben
- Schulz von Thun, Friedemann: Miteinander reden 1 – Störungen und Klärungen. Allgemeine Psychologie der Kommunikation. Rowohlt, Reinbek 1981, ISBN 3-499-17489-8.
- Schulz von Thun, Friedemann: Miteinander reden 2 – Stile, Werte und Persönlichkeitsentwicklung. Differentielle Psychologie der Kommunikation. Rowohlt, Reinbek 1989, ISBN 3-499-18496-6.
- Schulz von Thun, Friedemann: Miteinander reden 3 – Das „innere Team“ und situationsgerechte Kommunikation. Kommunikation, Person, Situation. Rowohlt, Reinbek 1998, ISBN 3-499-60545-7.
- Schulz von Thun, Friedemann: Miteinander reden 4 – Fragen und Antworten. Rowohlt, Reinbek 2007, ISBN 3-499-61963-6.